# Hermann Mandl

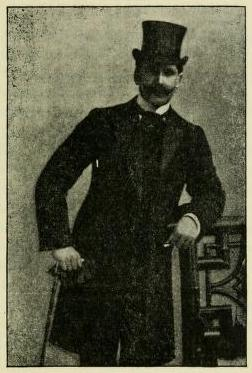
Hermann Mandl, um 1900

Hermann Johann Mandl, seit 1909 Edler von Manden (* 28. März 1857 in Wien; † 6. März 1922 ebenda), war ein österreichisch-ungarischer Großhändler im Kaiserreich China der späten Qing-Dynastie und spielte eine führende Rolle im Chinahandel. Besondere Bedeutung erlangte er im Waffengeschäft.

## Leben
Hermann Mandl war Spross einer österreichisch-ungarischen Familie in Wien. Eine angebliche jüdische Herkunft bestritt er selbst aufgrund mehrerer Diffamierungen aus antisemitischen Kreisen [10]. Sein Vater soll beim Wiener Börsenkrach von 1873 erhebliche Verluste erlitten haben. Ohne Berufsausbildung entschloss sich Hermann Mandl Mitte der 1870er Jahre, nach China zu gehen, wo er im Hafenzoll zunächst als Inspektor arbeitete. Bei der Fa. Bryner & Beifuß in Tianjin wurde er dann Einkäufer für den Export. Als diese Firma pleiteging, knüpfte er Kontakte zu Unternehmen aus Shanghai. Unter Chinesen lebend und auch ihren äußeren Habitus übernehmend, erlernte er die chinesische Sprache und eignete sich Kenntnisse über die chinesische Kultur an.
1879 kam er in die Provinz Gansu. Zuo Zongtang, dem dortigen Vizekönig, Generalgouverneur und General der Armee, diente er als Übersetzer. Auch half er ihm, eine Textilfabrik in Lanzhou zu gründen und Waffen einzukaufen. 1880 begleitete er Zuo auf einer Expedition durch die Wüste Gobi nach Hami. Über diese für einen Europäer damals ungewöhnliche Reise Mandls berichtete der Geograf Gustav Kreitner in der Zeitschrift Dr. A. Petermann’s Mittheilungen im Jahr 1882.
Mit Unterstützung des jungen Diplomaten Clemens von Ketteler erhielt Mandl mit Ausnahme einiger Gebiete bereits 1881 das Monopol auf den Handel mit Erzeugnissen der Friedrich Krupp AG in China. Von 1882 bis 1883 arbeitete er außerdem als Agent für die Fa. Telge & Co., der er im Chinesisch-Französischen Krieg einträgliche Waffenlieferungsaufträge beschaffte. Anschließend wechselte er zu der Fa. Jardine Matheson & Co., die ihn für ein stattliches Monatsgehalt angeworben hatte. Im Winter 1886 weilte Mandl erneut in Deutschland und verschaffte sich die Konzession, Waffen der Friedrich Krupp AG nach China verkaufen zu dürfen. 1888 gründete er mit seinem Partner Philipp Lieder, einem Mitglied der Kruppschen Firmenvertretung in China, die Fa. H. Mandl & Co. Ein weiterer Teilhaber der Firma war in den Jahren 1896 bis 1906 der Krupp-Berater und Eisenbahnexperte Georg Baur. Im Laufe der Zeit eröffneten sie Filialen in Hamburg, Shanghai und Tianjin. Zu den Firmen, die sie als Generalvertreter im Chinahandel repräsentierten, gehörte ab 1895 auch die Siemens & Halske AG.
Mit seinen Kenntnissen der chinesischen Sprache und Kultur war Mandl besonders erfolgreich darin, Kontakte mit Vertretern des chinesischen Staatsapparats zu entwickeln und zu pflegen. Als Krupp-Vertreter in Tianjin knüpfte er enge Geschäftsbeziehungen zu dem dortigen Vizekönig Li Hongzhang. Allein 1889 erteilte die für militärische Bewaffnung zuständige Behörde in Tianjin, die Li unterstand, Aufträge zur Beschaffung von Krupp-Kanonen im Wert von mehr als 5,5 Millionen Mark. Max von Brandt, der deutsche Gesandte in China, berichtete, dass es Mandl gelungen sei, in den Jahren 1888/1889 Lieferverträge von annähernd 12 Millionen Mark abzuschließen. Bestechung und üppige Geschenke gehörten dabei zur Geschäftspraxis. Mandl war es auch, der Friedrich Alfred Krupp 1893 riet, das Li-Hongzhang-Denkmal gießen zu lassen. Krupp war den Diensten seines Agenten so angetan, dass er ihn 1893 nach der Pensionierung Brandts als neuen deutschen Gesandten vorschlug.
Andererseits war Mandl auch Anfechtungen und Diffamierungen ausgesetzt. So gab es den Publizisten Carl Paasch, der Mandl als Juden abzustempeln und mit antisemitischen Behauptungen zu diskreditieren suchte. In einem Wiener Blatt bestritt Mandl 1891 öffentlich seine jüdische Abkunft. Im Grazer Tagblatt trat er 1892 den Angriffen erneut entgegen und erklärte in einer Zuschrift, dass er „nie Jude war“.
1896 ging Mandl für einige Jahre nach Paris, wo er sich in der gehobenen Gesellschaft als „robuster und solider Sportsmann“ einen Namen machte. Er praktizierte Automobilsport, ritt, focht und nahm als Reiter sowie Führer eines Gespanns an Turnieren im Pferdesport teil, auch in verschiedenen reiterlichen Disziplinen an den Olympischen Sommerspielen 1900.
Nach der Jahrhundertwende kehrte er wieder zu seinen Geschäften nach China zurück. 1906 veräußerte er sein Geschäft an die Fa. Carlowitz & Co. und zog sich 1907 mit einem beträchtlichen Vermögen endgültig nach Wien zurück. Dort verstarb er kinderlos im Alter von 64 Jahren und bedachte Museen mit Kunstwerken und Kunsthandwerk aus seiner Sammlung. Sein Geschäftspartner Baur beschrieb ihn als einen Junggesellen mit Faible für ausgefallene Krawatten, „der sich durch eine absonderliche Bartfrisur, ein Kostüm à la Wiener Gigerl mit hellblau dessiniertem Oberhemd, Schnabelschuhen und ganz maliziös farbigem Rock“ auszeichnete. In einem Nachruf wurde er als „gewandter Geschäftsmann“, „witziger Gesellschafter“ und „gastlicher Hausherr“ geschildert. In seinen Häusern in Shanghai und Tianjin habe „seine liebenswürdige und anmutige Frau“ die zahlreichen Gäste gleich heimisch fühlen lassen.
Etliche Ehrungen wurden ihm zuteil. 1890 verlieh ihm Österreich-Ungarn die Würde eines Ritters 3. Klasse des Ordens der Eisernen Krone. 1891 wurde ihm wegen seiner Verdienste um den Chinahandel der preußische Königliche Kronen-Orden 3. Klasse verliehen. Mit Adelsbrief vom 29. September 1909 wurde er als Edler von Manden in den österreichisch-ungarischen Adelsstand erhoben.